# Макаровец, Николай Александрович
Никола́й Алекса́ндрович Мака́ровец (21 марта 1939, Кролевец, Сумская область — 31 марта 2019, Тула) — советский и российский учёный, генеральный конструктор Акционерного Общества «Научно-Производственное Объединение „СПЛАВ“» — АО НПО «СПЛАВ». В 1985—2015 годах также генеральный директор НПО «СПЛАВ». Герой Российской Федерации (1997). Лауреат Ленинской премии и Государственной премии Российской Федерации (1993). Доктор технических наук, профессор, академик РАРАН. Почётный гражданин города-героя Тулы и Тульской области. Полный кавалер ордена «За заслуги перед Отечеством».

## Биография
Родился в городе Кролевец в семье учителей. В годы Великой Отечественной войны находился под оккупацией в своём родном городе. Окончил с золотой медалью Кролевецкую школу № 1. Поступил в Тульский механический институт, который окончил по специальности «двигатели летательных аппаратов» в 1962 году. Во время учёбы в составе студенческого отряда работал на освоении целины. Работал по распределению в городе Бийске (Алтайский край), в Алтайском научно-исследовательском институте химической технологии — НПО «Алтай». Начинал инженером, затем работал старшим инженером, руководителем сектора, начальником лаборатории, начальником отдела.
В 1969 году защитил кандидатскую диссертацию. В 1965 году по его инициативе была организована лаборатория, которая в 1971 году была преобразована в отдел по разработке методов расчёта внутрибаллистических, энергетических характеристик, скорости горения зарядов ракетных двигателей твёрдого топлива (РДТТ). Эти разработки нашли своё применение при создании первой советской межконтинентальной ракеты на твёрдом топливе РТ-2. Научные результаты исследований того периода времени были опубликованы в научных трудах «Проектирование и отработка прочноскреплённых зарядов РДТТ», «О приёмном контроле крупногабаритных твердотопливных зарядов», а также в многочисленных статьях и изобретениях.
С 1977 года — заместитель генерального директора НПО «Алтай». За время работы в этом объединении им был внесён значительный научный вклад в создание методов расчёта внутрибаллистических характеристик РДТТ, осуществлено научное руководство разработкой и внедрением в серийное производство зарядов для ракетных двигателей баллистических ракет, он являлся членом Государственной комиссии по испытаниям межконтинентальных баллистических ракет.
За указанные научно-исследовательские работы в 1984 году была присуждена Ленинская премия.
С ноября 1985 года работал генеральным директором НПО «Сплав» (ОАО «НПО «Сплав») в Туле; принимает руководство современным этапом развития реактивных систем залпового огня (РСЗО).
11 декабря 1985 года были завершены государственные испытания дальнобойной РСЗО третьего поколения «Смерч» (калибр снаряда 300 миллиметров, дальность стрельбы до 90 километров), имеющей на борту ракеты блок системы управления, который позволил уменьшить рассеивание снарядов в три раза по сравнению с неуправляемой ракетой, увеличив при этом кучность стрельбы в два раза. В 1986 году девять заводов (из них пять — механических) освоили производство элементов изделий и сдали первые несколько сот изделий заказчику.
В последующем под его руководством ФГУП ГНПП «Сплав» обеспечило ежегодное увеличение производства изделий «Смерч». В 1990 году сдача их заказчику возросла в десять раз. Это позволило принять на вооружение Советской Армии высокоэффективные комплексы. За создание и успешное освоение в серийном производстве системы «Смерч» коллективы разработчиков и изготовителей отмечены высокими государственными наградами, а сам Николай Макаровец был награждён орденом Ленина. Под его руководством кроме серийного производства РСЗО «Смерч» была создана широкая гамма реактивных снарядов, разработаны системы «Торнадо-Г», «Торнадо-С», «Ураган-1М» и авиационная ракета калибра 80 миллиметров.
С началом конверсии оборонный заказ в 1992 году на предприятии уменьшился в двенадцать раз, к 1994 году ФГУП ГНПП «Сплав» покинули около восьмисот человек, среди которых было немало высококвалифицированных специалистов. В этих условиях руководство предприятия решило: не надеясь на государство и оборонные заводы, оказавшиеся в крайне сложном положении, срочно налаживать собственное производство, продолжая разрабатывать новейшие виды изделий мирового уровня, на базе современных разработок загрузить свои производства и помочь заводам Тульской области и России, разместив на них заказы.
По инициативе генерального директора и генерального конструктора началась интенсивная работа по созданию на базе традиционных военных технологий производства наукоёмкой гражданской продукции не только для опытного завода ФГУП «ГНПП Сплав», но и для заводов главного управления. На предприятии и заводах отрасли был организован выпуск более 30 видов гражданской продукции, в том числе средств пожаротушения, оборудования для переработки сельскохозяйственной продукции, бытовых электротехнических изделий, баллонов высокого давления, медицинской техники, приборов для учёта расхода воды и газа, полиграфической техники. НПО «Сплав» стало многопрофильным предприятием.
За комплекс работ в области конверсии Николаю Макаровцу присуждена Государственная премия РФ за 1993 год.
ФГУП «ГНПП Сплав» не только выжило в условиях жёсткой конверсии, но и стало передовым оборонным предприятием, значительно нарастив и научный, и производственный потенциалы. Производственные площади «Сплава» увеличились более чем вдвое, превысив 150 тысяч квадратных метров, численность работников предприятия увеличилась на одну тысячу двести человек. Предприятие с каждым годом увеличивает объём производства, выпускает новые виды конкурентоспособной продукции.
Николай Макаровец имеет исключительные заслуги в продвижении отечественных РСЗО на мировой рынок вооружений, он принимал непосредственное участие в подготовке практически всех экспортных контрактов предприятия. В настоящее время только модернизированная РСЗО «Град» находится на вооружении более чем в 50 странах мира. Успешная внешнеэкономическая деятельность Н. А. Макаровца позволила обеспечить финансово-экономическую устойчивость ФГУП «ГНПП Сплав» и ряда заводов отрасли.
Распоряжением Комитета Российской Федерации по военно-техническому сотрудничеству с иностранными государствами от 3 февраля 2003 года ФГУП «ГНПП Сплав» предоставлено право на осуществление внешнеторговой деятельности в отношении продукции военного назначения в части, касающейся поставок запасных частей, агрегатов, учебного и вспомогательного имущества, проведения работ по техническому обслуживанию и ремонту этой продукции военного назначения.
В центре внимания руководителя ФГУП «ГНПП Сплав» постоянно находятся социальные вопросы и проблемы сотрудников предприятия и ветеранов: реконструируются здания предприятия, ведётся строительство жилья, улучшаются быт, медицинское обслуживание.
Н. А. Макаровец — авторитетный специалист в области внутренней баллистики ракетных двигателей. Автор 170 изобретений и 350 научных трудов. Его знания и опыт востребованы для решения многих проблемных вопросов по этой теме в России и за рубежом. В 1991 году Макаровец Н. А. защитил докторскую диссертацию, и ему присвоено звание профессора. Под его научным руководством подготовлено пятнадцать кандидатов и докторов наук. Он является членом двух учёных советов по защите диссертаций.
В 1996 году Н. А. Макаровец организовал и возглавил кафедру Тульского государственного университета «Стартовые и технические комплексы РСЗО» на базе ФГУП «ГНПП Сплав». Он — действительный член Российской академии ракетных и артиллерийских наук, Российской академии естественных наук, Российской инженерной академии, почётный доктор Тульского государственного университета. Ему присвоено звание «Заслуженный работник образования».
Н. А. Макаровец — депутат Алтайского краевого совета, Бийского и Тульского городских советов народных депутатов, член коллегии Министерства оборонной промышленности, президент Тульского областного совета союза промышленников и предпринимателей. Жил и работал в Туле.
Указом Президента Российской Федерации от 5 сентября 1997 года «за выдающиеся заслуги в развитии реактивных систем залпового огня» Николаю Александровичу Макаровцу присвоено звание Героя Российской Федерации с вручением медали «Золотая Звезда» (№ 416).
В 1995 году Н. А. Макаровец признан «Человеком года» в номинации «Деятели военно-промышленного комплекса». Он — автор ста семидесяти изобретений, более трёхсот пятидесяти научных трудов.
До последних дней жизни являлся заместителем управляющего директора — научным руководителем — генеральным конструктором АО «НПО „СПЛАВ“».
В городе Кролевец Сумской области на зданиях школ № 1, № 2 и № 5, в которых учился Николай Макаровец, установлены мемориальные доски.
Избран депутатом Государственной Думы РФ 7 созыва по списку ЕР, Тульско-Смоленская подгруппа, номер 2. 21 октября Госдума приостановила его полномочия в связи с заявлением.
Николай Александрович Макаровец умер 31 марта 2019 года после продолжительной болезни. Похоронен на Смоленском кладбище Тулы.

## Память

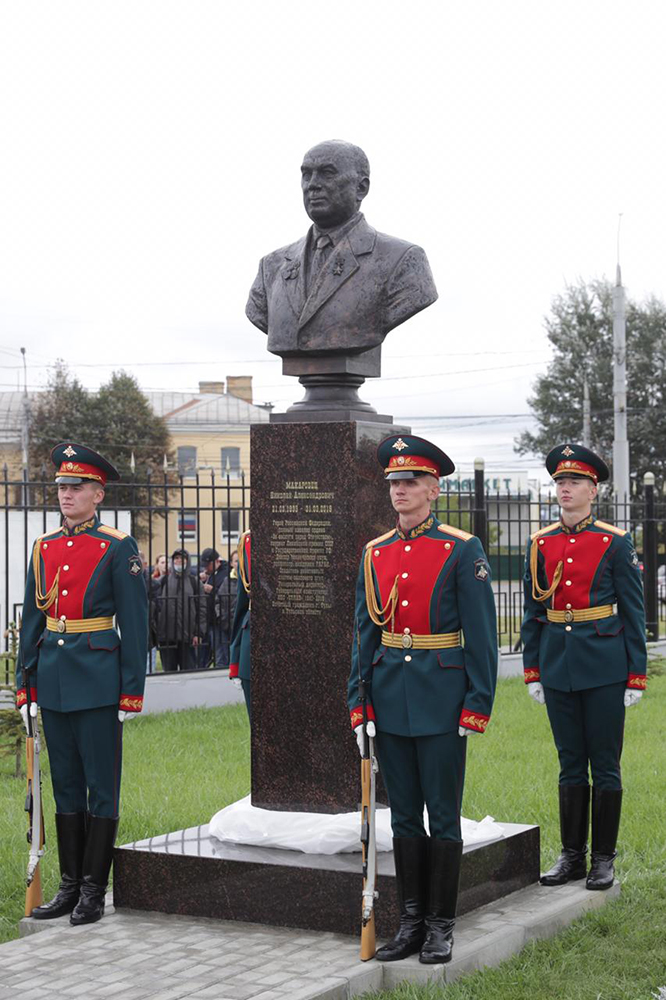
Бюст Николая Макаровца в Туле

30 декабря 2019 года на сайте «Ракетная техника» была опубликована первая крупная биографическая статья о Николае Макаровце за авторством С. В. Гурова — «Николай Александрович Макаровец. Моменты биографии. Воспоминания очевидцев».
В 2020 году в электронном издательстве «ЛитРес: Самиздат» вышла в свет книга автора И. В. Дудко «Энциклопедия наших жизней. Два друга и „Москвич 408“. Том 3», посвящённая памяти Николая Александровича Макаровца и Виктора Анатольевича Дудко.
19 сентября 2020 года на Аллее Славы на территории Тульского государственного музея оружия был открыт бюст Николаю Макаровцу. В этот же день состоялась презентация книги Владимира Николаевича Коровина «Вершины Макаровца».

## Награды
Государственные Награды СССР и России
- Герой Российской Федерации (1997)
- Орден «За заслуги перед Отечеством» I (2019), II (2000), III (1995) и IV (2014) степеней, полный кавалер
- Орден Дружбы (2016)
- Орден Ленина (1989)
- Орден Октябрьской Революции (1978)
- Орден Трудового Красного Знамени (1971)
- Медаль «За освоение целинных земель» (1958)
- Медаль «Ветеран труда» (1987)
- Государственная премия Российской Федерации (1993)
- Юбилейная медаль «300 лет Российскому флоту» (1996)
- Премия Правительства Российской Федерации в области науки и техники (2012)
- Почётная грамота Президента Российской Федерации (2009)
- Почётная грамота правительства Российской Федерации (2012)
- Памятный знак ВПК при Правительстве России «50 лет ВПК»

Региональные награды и знаки
- Почётный гражданин города Тулы (1999) и Тульской области (2009).
- Нагрудный знак «Управление ФСБ России по Тульской области» (2003)
- Знак Почета — общественная награда Союза научных и инженерных общественных объединений Тульской Области (2011)
- Почетный Знак «Общественное признание» (2012), распоряжение Губернатора Тульской области.
- Серебряная медаль «За особый вклад в развитие Тульской области» (2013)
- Золотая медаль «За особый вклад в развитие Тульской области» (2014)
- Медаль «Лауреат премии Мосина»
- Медаль «Лучший изобретатель Тульской области»

Ведомственные и отраслевые награды России
- Медаль «За укрепление боевого содружества» (1999)
- Знак «Почетный работник высшего профессионального образования России» (2000)
- Медаль «200 лет Министерству обороны» (2002)
- Знак Отличия Гостехкомиссии России «За заслуги в защите информации» (2003)
- Медаль ФСТЭК России «За укрепление государственной системы защиты информации» 1 степени (2009)
- Медаль «За вклад в химическое разоружение» (2009)
- Медаль Министерства обороны России «За отличие в службе в Сухопутных войсках» (2013)
- Медаль им. Мельникова Л. Г. (2014)
- Медаль «Участнику военной операции в Сирии» (2016)
- Медаль им. Бахирева В. В. Министерство Промышленности и торговли РФ (2016)
- Медаль «За участие в военном параде в День Победы» (2018)
- Нагрудный знак ФСВТС России.

Награды Федерации Космонавтики СССР и России (ФКР)
- Медаль им. Академика С. П. Королева(1987)
- Медаль им. Ю. А. Гагарина (1989)
- Медаль им. Академика Б. П. Жукова, за заслуги перед отечественной космонавтикой (2002)
- Медаль им. генерального конструктора Л. Н. Лаврова, «За особые заслуги перед отечественной космонавтикой» (2003)
- Орден С. П. Королева (2009)
- Орден К. Э. Циолковского «За вклад в разработку и реализацию проектов и программ исследований космического пространства» (2014)

Памятные медали
- Медаль «В память 300-летия Санкт — Петербурга» (2003)
- Медаль памятная от ЦК КПРФ «65 лет ПОБЕДЫ Советского Народа над гитлеровский Германией в ВОВ 1941—1945 гг.» (2010)
- Медаль памятная Министерства Обороны России «630 лет Отечественной артиллерии» (2012)
- Медаль памятная «к 80-летию со дня основания Государственного научно исследовательского института приборостроения» (2013)
- Медаль памятная «80 лет образования профсоюза» (2014)
- Медаль памятная «За службу в РВСН» Ракетные войска стратегического назначения Российской Федерации 55 лет (2014)
- Медаль памятная от ЦК КПРФ «70 лет Великой Победы» (2015)
- Медаль памятная «100 лет Великой Октябрьской Социалистической Революции» (2017)
- Медаль памятная «В ознаменовании 90 годовщины образования СССР»

Юбилейные и общественный награды
- Медаль юбилейная «За доблестный труд в ознаменование 100-летия со дня рождения В. И. Ленина» (1970)
- Медаль «115 лет со дня образования ГНЦ РФ ФГУП „ЦНИИХМ“» им. Д. И. Менделеева 1 степени (1995г)
- Медаль юбилейная «55 лет Победы Советского Народа в ВОВ 1941—1945 гг.» (1999)
- Медаль «200 лет МВД России» (2002)
- Медаль юбилейная «100 лет Профсоюзам России» (2004)
- Медаль «Лауреат ВВЦ» (2006)
- Медаль им. Маринеско А. И. (2008)
- Медаль Д. Ф. Устинова «За укрепление обороноспособности» (2009)
- Медаль юбилейная «50 лет РВСН МО России» (2009)
- Медаль «50 лет Учебному ордену Красной Звезды центру боевого применения ракетных войск Сухопутных войск» (2010)
- Лауреат международной премии Андрея Первозванного «За Веру и Верность» — за «самоотверженный труд и выдающийся вклад в развитие оборонной промышленности России, воспитание плеяды российских ученых-конструкторов» (2010)
- Медаль конструктора стрелкового оружия М. Т. Калашникова (2014)
- Медаль им. академика Шипунова «За достижения и заслуги в деле укрепления обороноспособности РФ» 25.04.2019(посмертно)

Памятные и нагрудные знаки
- Памятный знак «90 лет ГРУ ГШ ВС России» (2008)
- Памятный Знак «Генерал-полковник Пикалов» (2009)
- Памятный знак «К 65-летию первого пуска баллистический ракеты. Капустный Яр» (2012)
- Памятный знак 120 лет со дня образования ФГУП ЦНИИХМ им Д. И. Менделеева (2014)
- Памятный знак «100 лет со дня рождения министра машиностроения В. В. Бахирева» (2016)
- Нагрудный знак А. И. Бурназян (2009) (Федеральное медико-биологическое агентство)
- Нагрудный знак «Ветеран профсоюза» (2014)

## Основные работы
- Экспериментальное моделирование и отработка систем разделения реактивных снарядов, 2005 (в соавторстве с Г. А. Денежкиным, В. И. Козловым, А. А. Редько);
- Реактивные системы залпового огня и их эффективность, 2005 (в соавторстве с Л. А. Устиновым, Б. А. Авотынем).